# 톈진 방송국
톈진 방송국(중국어: 天津广播电视台 천진광파전시대[*])은 중화인민공화국 톈진의 성급 방송국이다.
톈진 방송국은 라디오 방송국인 톈진인민방송(중국어 간체자: 天津人民广播电台, 정체자: 天津人民廣播電臺, 병음: Tiānjīn Rénmín guangbo diantai, 한자음: 천진인민광파전대, 중국조선어: 천진인민방송/천진라지오방송, 영어:Tianjin People's Broadcasting Station 약칭 TPBS)과 텔레비전 방송국인 텐진 텔레비전(중국어: 天津电视台, 영어: Tianjin Television, 약칭 TJTV)으로 구성되어 있다. 톈진 텔레비전에서 제작되는 인기 프로그램으로 "Foreigners in China" (泊客中国), "This Week"(这一周), "Xiaomi Helping You" (小秘帮帮), and "Carnival" (津夜嘉年华)이 있다.

## 톈진인민방송

### 방송 채널
- 총 9개의 채널이 있다.

| 방송 채널      | 중파 주파수 | FM 주파수 |
| 뉴스(新闻广播) | 909 KHz     | 97.2 MHz  |
| 빈해(滨海)     | 747 kHz     | 92.0 MHz  |
| 생활(生活)     | 1386 kHz    | 91.1 MHz  |
| 음악(音乐广播) | 1008 KHz    | 99.0 MHz  |
| 교통(交通广播) | 567 KHz     | 106.8 MHz |
| 문예(文艺广播) |             | 104.6 MHz |
| 경제(经济广播) | 1071 KHz    | 101.4 MHz |
| 오락(娱乐)     |             | 87.8 MHz  |
| 소설(小说)     | 666 KHz     |           |

### 방송 언어
- 중국어
- 한국어(일부 프로그램)

### 한국어 방송
청취대상은 주로 톈진에 거주,방문해 있는 한민족과 조선족 들을 대상으로 한다. 톈진인민방송 한국어방송 프로그램은 경제채널을 통해 방송한다. 주파수는 다음과 같다.
| 중국 표준시 | FM 주파수 | 요일   |
| 19:30~20:00 | 101.4mHz  | 월요일 |
| 06:00~08:30 | 101.4mHz  | 토요일 |

## 톈진 텔레비전

### 역사
톈진 텔레비전은 1958년 10월에 설립되었고, 1960년 3월 20일에 방송을 시작하였다. 지상파 권역은 톈진시와 베이징시, 허베이성, 산둥성의 일부 지역에서 1억명 이상의 인구를 커버하고 있다. 한동안은 대부분의 프로그램을 중국중앙텔레비전 제작 프로그램에 의존하였으나, 1980년대를 이후로 자체 텔레비전 방송의 비중이 늘어났다.
1991년 10월 1일에는 톈진 방송탑이 완성되었고, 29채널이 개국하였다.
1998년 12월 28일에는 17채널이 위성 텔레비전 방송으로도 송출되어 채널명도 톈진위성텔레비전(天津卫视)이 되었다. 2000년 8월에는 대한민국의 부산방송(현 KNN)과 우호협력 협정이 체결되었다.
2010년 7월 5일부터는 톈진위성텔레비전의 HD 방송의 시험 방송을 시작하였고, 2011년 1월 1일에 HD 본방송에 들어갔다.

### 채널 목록
| 채널명      | 채널 유형        | 개국년월         | 송출 정보                              | 방송권역                             | 기존 명칭                                                  |
| ----------- | ---------------- | ---------------- | -------------------------------------- | ------------------------------------ | ---------------------------------------------------------- |
| 天津卫视    | 톈진위성텔레비전 | 1987년           | 위성, 케이블, 지상파(아날로그, 디지털) | 중국 및 주변 지역                    | 17 채널(17频道),以曲艺为主的文艺频道                       |
| T1新闻      | 뉴스 채널        | 1960년 3월       | 케이블,지상파(아날로그,디지털)         | 베이징, 톈진, 산둥 및 기타 주변 지역 | 12 채널(12频道),以新闻为主的综合频道,经济生活频道,滨海频道 |
| T2文艺      | 문화 채널        | 1991년 10월      | 케이블,지상파(아날로그,디지털)         | 베이징, 톈진, 산둥 및 기타 주변 지역 | 29 채널(29频道),天津经济电视台,文化娱乐频道                |
| T3影视      | 오락 채널        | 1992년           | 케이블                                 | 톈진                                 | 天津有线影视频道                                           |
| T4都市      | 시내 채널        | 1992년           | 케이블                                 | 톈진                                 | 天津有线生活娱乐频道                                       |
| T5体育      | 스포츠 채널      | 1992년           | 케이블,지상파 디지털                   | 톈진                                 | 天津有线图文信息频道                                       |
| T6科教      | 과학 채널        | 2003년 5월 1일   | 케이블                                 | 톈진                                 |                                                            |
| T7少儿      | 어린이 채널      | 2004년 6월 1일   | 케이블,지상파(아날로그,디지털)         | 베이징, 톈진, 산둥 및 기타 주변 지역 |                                                            |
| T8公共      | 공공 채널        | 2005년 7월 1일   | 케이블                                 | 톈진                                 |                                                            |
| T10国际     | 국제 채널        | 2008년 12월 28일 | 위성                                   | 북미, 톈진                           | 臺灣中華電信MOD 316 채널                                   |
| T11三佳购物 | 쇼핑 채널        | 2011년 1월 1일   | 케이블                                 | 톈진                                 | 天天购物                                                   |